# Sân vận động La Cartuja

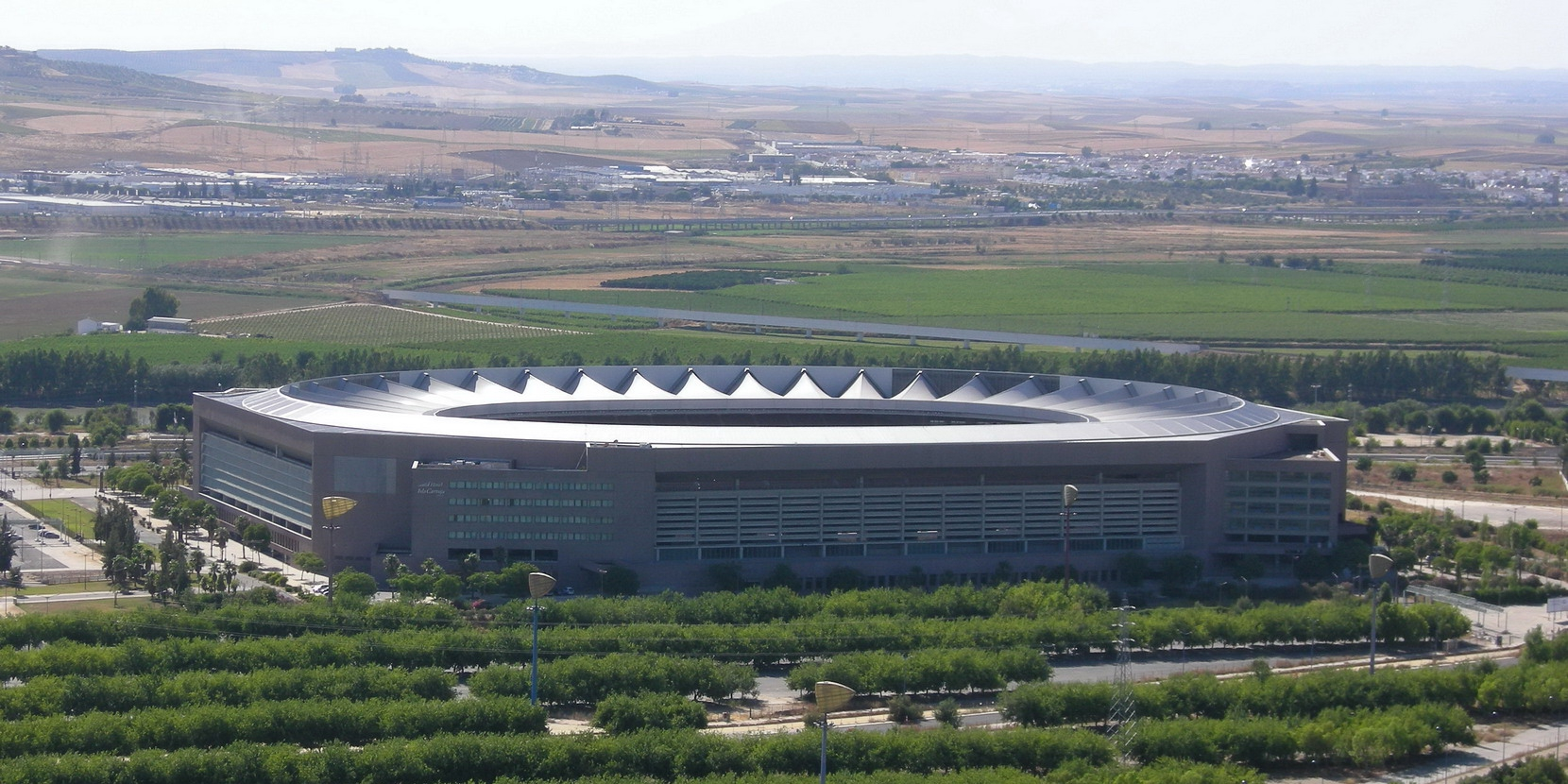
Quang cảnh bên ngoài sân vận động

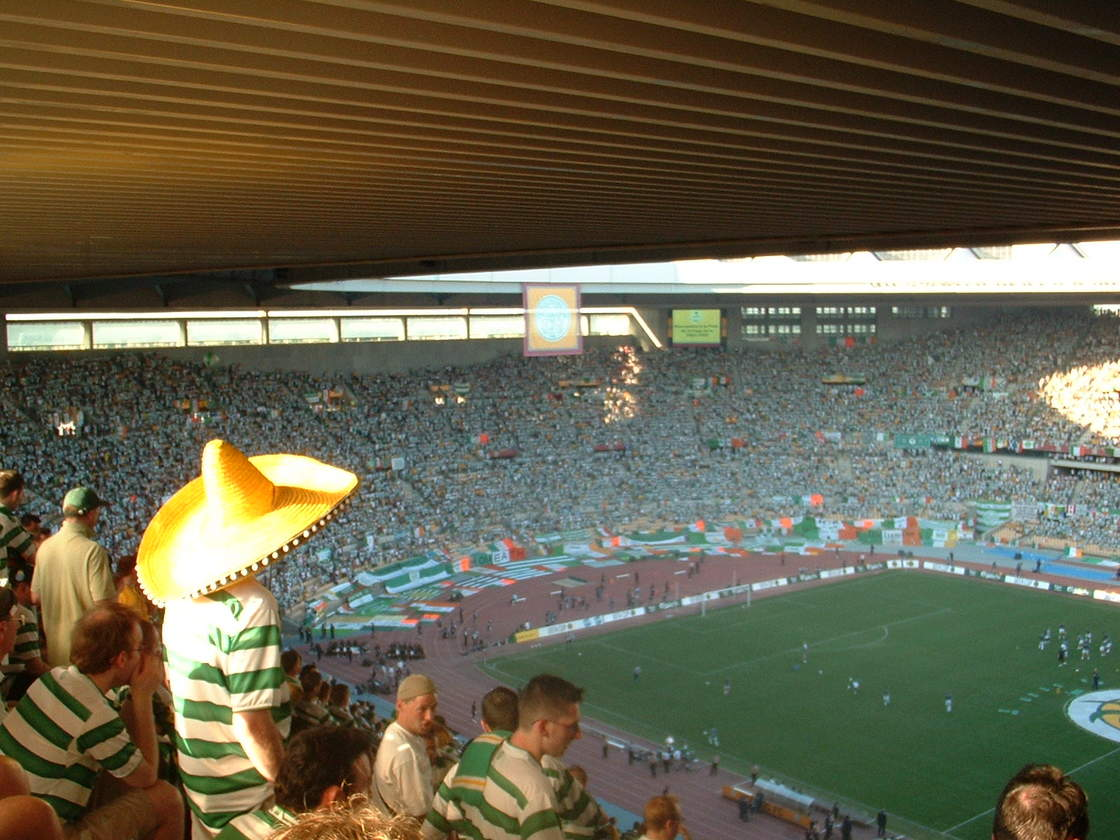
Trận chung kết Cúp UEFA 2003 được tổ chức tại sân vận động

Sân vận động La Cartuja (tiếng Tây Ban Nha: Estadio La Cartuja), tên chính thức là Sân vận động La Cartuja de Sevilla (tiếng Tây Ban Nha: Estadio La Cartuja de Sevilla), là một sân vận động đa năng nằm ở Isla de La Cartuja ở Sevilla, Tây Ban Nha. Sân được sử dụng chủ yếu cho bóng đá và sân thường được gọi đơn giản là 'la Cartuja'. Sân được hoàn thành vào năm 1999 cho Giải vô địch điền kinh thế giới. Với sức chứa 60.000 chỗ ngồi, La Cartuja là sân vận động lớn thứ 6 ở Tây Ban Nha và lớn thứ 2 ở Andalucía. Đây là địa điểm diễn ra trận chung kết Cúp UEFA 2003 giữa Celtic và Porto, và cũng sẽ là địa điểm diễn ra trận chung kết Cúp Nhà vua Tây Ban Nha 2020 sắp tới giữa Real Sociedad và Athletic Bilbao.

## Lịch sử
Sân vận động là một trong những sân vận động nằm trong gói thầu của Sevilla cho Thế vận hội Mùa hè 2004 và 2008. Sau thất bại trong lần đấu thầu cuối cùng, sân vận động vẫn chưa được sử dụng bởi một trong hai đội bóng lớn của Sevilla vì cả Real Betis và Sevilla đều sử dụng sân vận động của riêng họ. Tuy nhiên, cả hai đội đều bày tỏ ý định chuyển làm sân nhà tạm thời trong khi sân nhà của họ được cải tạo.
Sân vận động hiện được quản lý bởi Sociedad Estadio Olímpico de Sevilla S.A., có sự tham gia của Chính quyền Vùng Andalucía (40% sở hữu), Chính phủ Tây Ban Nha (25%); Hội đồng Thành phố Sevilla (19%), Đại hội đại biểu Sevilla (13%) và 3% còn lại được chia cho hai câu lạc bộ bóng đá của Sevilla: Real Betis và Sevilla FC.
Đội tuyển bóng đá quốc gia Tây Ban Nha thỉnh thoảng sử dụng sân vận động cho các trận đấu trên sân nhà, lần cuối diễn ra ở đó vào năm 2012. Sân vận động này trước đây đã tổ chức trận chung kết Cúp Nhà vua Tây Ban Nha. Trận đấu trên sân nhà của Real Betis với Villarreal vào ngày 31 tháng 3 năm 2007 cũng diễn ra tại đây sau lệnh cấm thi đấu tạm thời của Manuel Ruiz de Lopera.
Liên đoàn quần vợt Hoàng gia Tây Ban Nha đã hai lần chọn nơi đây tổ chức trận chung kết Davis Cup, vào các năm 2004 và 2011. Trong cả hai lần, một mái che tạm thời đã được lắp đặt ở một bên của sân vận động, nơi đặt sân đất nện.
Vào ngày 5 tháng 2 năm 2020, sân vận động đã được Liên đoàn bóng đá Hoàng gia Tây Ban Nha chọn để tổ chức bốn trận chung kết Cúp Nhà vua Tây Ban Nha từ năm 2020 đến năm 2023. Vào ngày 23 tháng 4 năm 2021, sân vận động được thông báo sẽ đóng vai trò là sân vận động đăng cai thay thế cho Giải vô địch bóng đá châu Âu 2020. Sân sẽ thay thế Sân vận động San Mamés ở Bilbao làm sân vận động chủ nhà, ban đầu dự định sẽ tổ chức các trận đấu do đại dịch COVID-19.

## Một số sự kiện thể thao quốc tế

### UEFA Nations League 2020 - 2021
| Ngày                 | Giờ   | Đội         | Kết quả | Đội | Vòng   | Khán giả |
| -------------------- | ----- | ----------- | ------- | --- | ------ | -------- |
| 17 tháng 11 năm 2020 | 20:45 | Tây Ban Nha | 6 - 0   | Đức | Bảng 4 | 0        |

### EURO 2020
| Ngày                | Giờ   | Đội         | Kết quả | Đội         | Vòng        | Khán giả |
| ------------------- | ----- | ----------- | ------- | ----------- | ----------- | -------- |
| 14 tháng 6 năm 2021 | 21:00 | Tây Ban Nha | 0 - 0   | Thụy Điển   | Bảng E      | 10.559   |
| 19 tháng 6 năm 2021 | 21:00 | Tây Ban Nha | 1 - 1   | Ba Lan      | Bảng E      | 11.742   |
| 23 tháng 6 năm 2021 | 18:00 | Slovakia    | 0 - 5   | Tây Ban Nha | Bảng E      | 11.204   |
| 27 tháng 6 năm 2021 | 21:00 | Bỉ          | 1 - 0   | Bồ Đào Nha  | Vòng 16 đội | 11.504   |

### Vòng loại World Cup 2022
| Ngày                 | GIờ   | Đội         | Kết quả | Đội       | Vòng   | Khán giả |
| -------------------- | ----- | ----------- | ------- | --------- | ------ | -------- |
| 31 tháng 3 năm 2021  | 20:45 | Tây Ban Nha | 3 - 1   | Kosovo    | Bảng B | 0        |
| 14 tháng 11 năm 2021 | 20:45 | Tây Ban Nha | 1 - 0   | Thụy Điển | Bảng B | 51.844   |

### Vòng loại EURO 2024
| Ngày                 | Giờ   | Đội         | Kết quả | Đội      | Vòng   | Khán giả |
| -------------------- | ----- | ----------- | ------- | -------- | ------ | -------- |
| 12 tháng 10 năm 2023 | 20:45 | Tây Ban Nha | 2 - 0   | Scotland | Bảng A | 45.623   |

## Sự kiện âm nhạc đáng chú ý
Vào ngày 9 tháng 10 năm 1999, ca sĩ người México Luis Miguel đã biểu diễn một buổi hòa nhạc tại sân vận động trước 35.000 khán giả trong chuyến lưu diễn Amarte Es Un Placer Tour của anh.
Vào ngày 16 tháng 9 năm 2008, ca sĩ người Mỹ Madonna đã biểu diễn một buổi hòa nhạc trước 47.712 khán giả trong chuyến lưu diễn Sticky & Sweet Tour của cô.
U2 đã biểu diễn tại sân vận động vào ngày 30 tháng 9 năm 2010 trong U2 360° Tour của họ, trước 76.159 người đã mua hết vé.
Depeche Mode được lên kế hoạch biểu diễn tại sân vận động vào ngày 12 tháng 7 năm 2009 trong khuôn khổ Tour of the Universe của họ, nhưng buổi biểu diễn đã bị hủy bỏ do ca sĩ Dave Gahan bị thương ở chân.
Bruce Springsteen đã biểu diễn tại sân vận động vào ngày 13 tháng 5 năm 2012 như một phần của Wrecking Ball World Tour của anh trước 22.045 người.

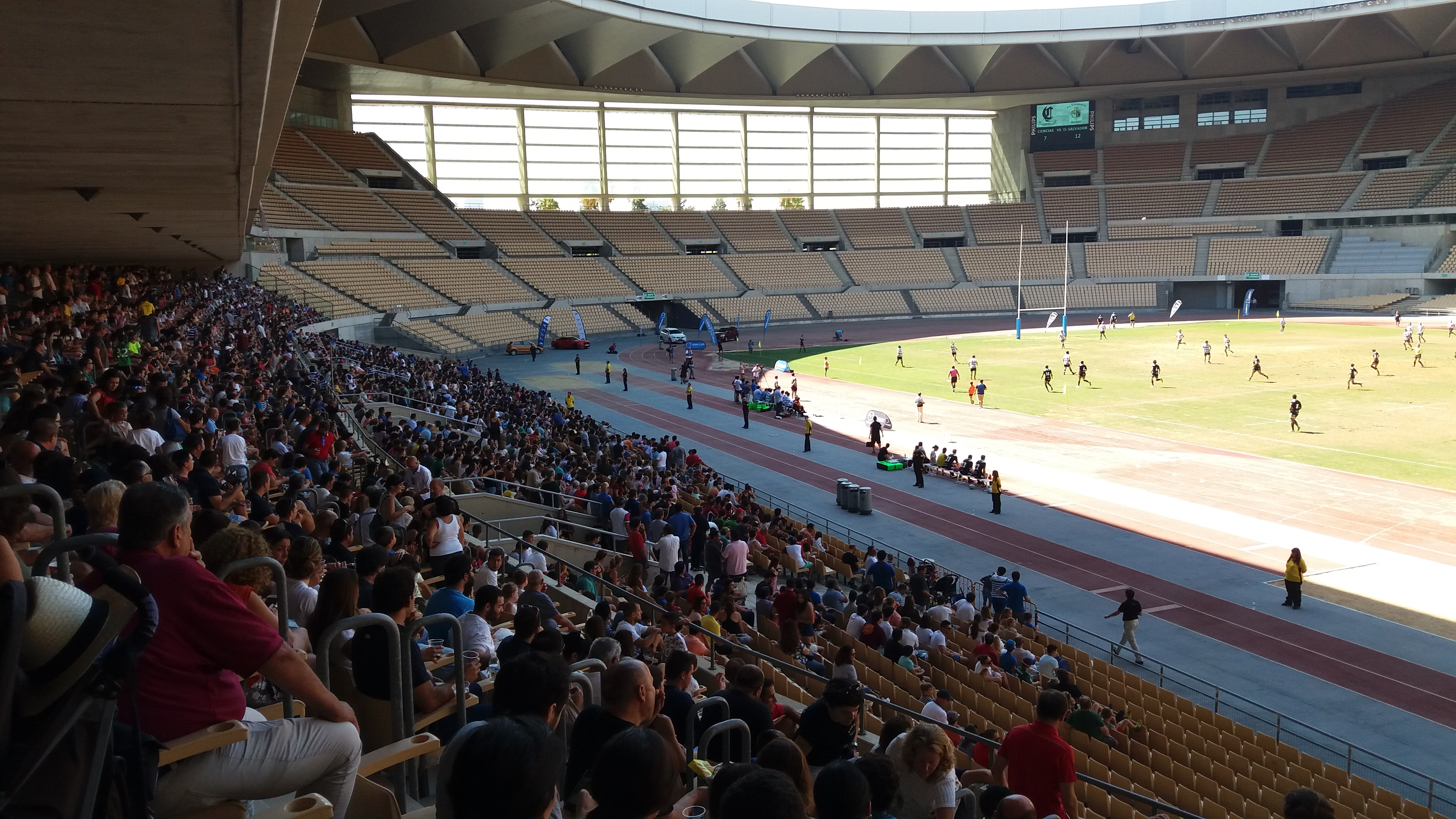
Khán đài phía Nam nhìn từ khán đài phía Đông

AC/DC đã biểu diễn tại đây vào ngày 10 tháng 5 năm 2016 như một phần của Rock or Bust World Tour của họ trước 60.000 người.